# Іван Гундулич

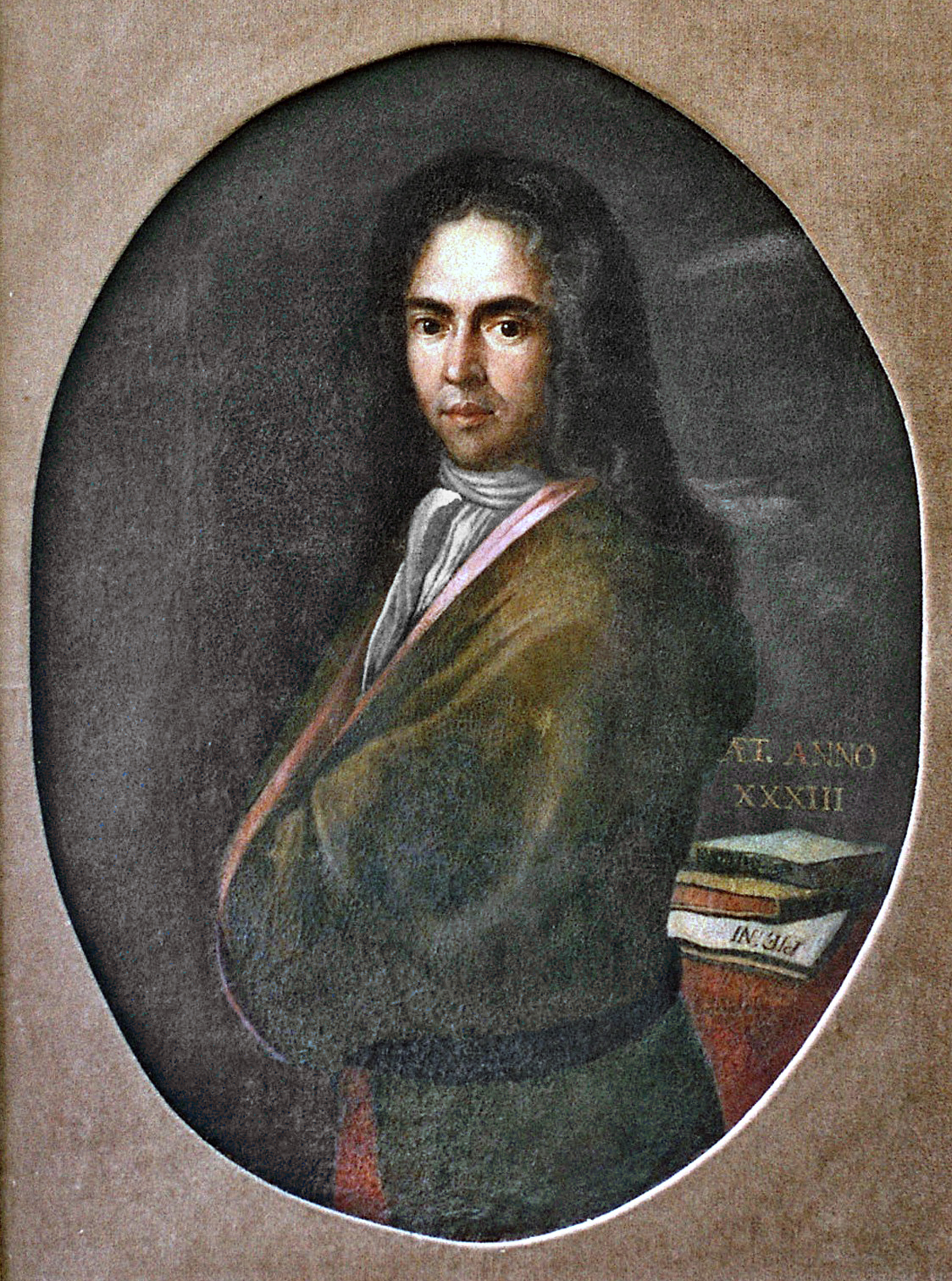
Іван Гундулич

 Іван Гундулич (хорв. Ivan Gundulić; 8 січня 1589, Дубровник — 8 грудня 1638, там само) — хорватський поет і політичний діяч. Один з найбільших представників дубровницької літератури.

## Біографія

### Політична діяльність
Походив з аристократичного роду. Батьки — Франческо Гундулич (політик й диплот) та Джива Градич. Здобув гарну освіту. До того ж був членом впливової й заможної родини. Його батько п'ять разів очолював Дубровницьку республіку.
Політичну кар'єру розпочав у 1621 році, займаючи різні посади у міській сеньйорії. У 1636 році став сенатором, у наступнону — 1637 році  — суддею. Незабаром (1638 році) — членом уряду республіки — Малої ради. З членів її обирали князів (правителів) Дубровницької республіки. Гундулич також мав намір й можливість зайняти цю посаду. Проте хвороба з гарячкою (можливо малярія) завадила йому це зробити.

### Літературна діяльність
Почав писати в юності. У 1621 році опублікував перші свої твори. Вони мали релігійний напрямок. Основою для них стали псалми Давида.
У 1622 році написав поему «Сльози блудного сина», яка стала найкращим релігійним ліричним твором Дубровника. У 1628 році — свій найкращий драматургічний твір — «Дубравку».
Після цього працював над епічною поемою «Осман», яка стає шедевром дубровницької доби хорватської літератури. Поема, присвячена перемозі польського війська над турками у Хотинській битві 1621, пройнята ідеями свободи, миру, слов'янської єдності. Поряд з барвистим описом історичних подій вона містить елементи фантастики, народні перекази, картини побуту південнослов'янських народів, образи античної міфології. Його надихнув твір Торквато Тассо «Єрусалим звільнений».
Надалі поет продовжував писати нові драми, зокрема «Аріадну» у 1633 році. У 1637 році він написав поему на честь одруження Фердинанда II, великого герцога Тосканського.
Помер 8 грудня 1638 року у м. Дубровнику внаслідок прогресування гарячки.

## Родина
Дружина — Ніколета Соркошевич (н\д-1644)
Діти:
- Франо (1630—1700)
- Шишко (Сігизмундо) (1634-1682)
- Мато (1636—1684)
- Марія
- Джива